# Intendantur des Königlich Preußischen X. Armeekorps

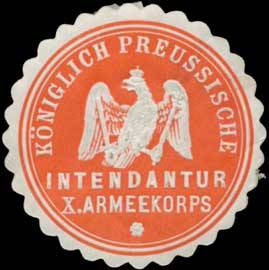
Siegelmarke der Königlich Preußischen Intendantur des X. Armeekorps

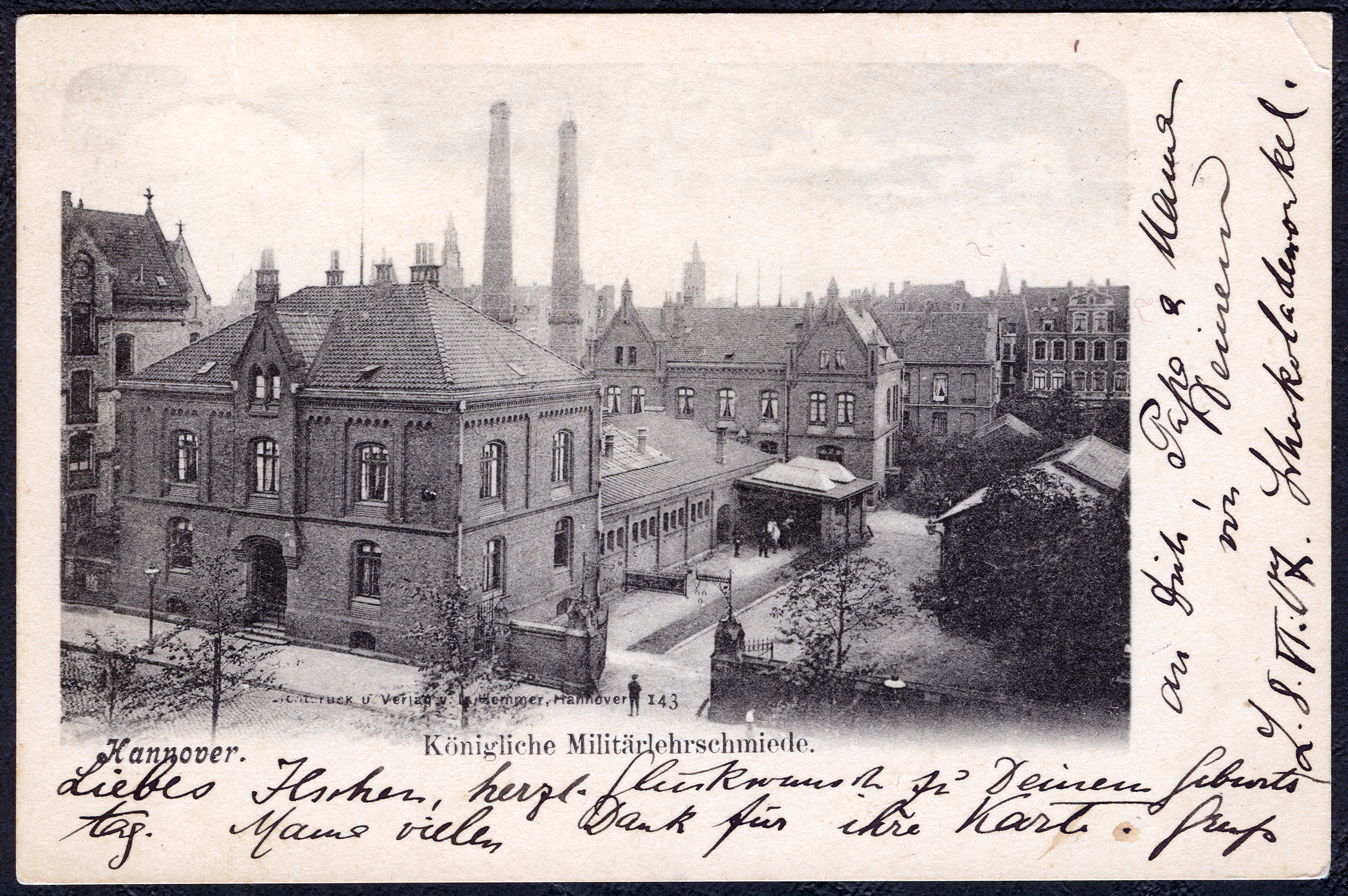
Die Militärlehrschmiede in Hannover, links daneben die Intendantur, im Hintergrund rechts die Dachenhausenstraße;
Ansichtskarte 143 von Ludwig Hemmer

Die Königliche Intendantur in Hannover war die Intendantur (Verwaltung) des Königlich Preußischen X. Armeekorps. Das Gebäude der Intendantur wurde in den Jahren von 1876 bis 1878 nach Plänen der Architekten Intendantur-Baurat Eduard Schuster und Bauinspektor Karl Habbe in der Calenberger Neustadt an der Ecke der Humboldstraße unter der Adresse Calenberger Straße 1 errichtet.
Das Bauwerk stellte sich im Stil der Neugotik dar, erbaut aus Greppiner Klinker und Nesselbergsandstein. Die Fassade war mit einem Portal mit Erker und Balkon ausgestattet und an einer Ecke als Turm ausgebildet.